# NGC 7649
NGC 7649 = IC 1487 ist eine elliptische Galaxie vom Hubble-Typ E im Sternbild Pegasus. Sie ist schätzungsweise 565 Millionen Lichtjahre von der Milchstraße entfernt.
Das Objekt wurde am 25. September 1886 von Lewis Swift entdeckt.